# Любое
Любое (укр. Любе) — село,
Першетравненский сельский совет,
Софиевский район,
Днепропетровская область,
Украина.
Код КОАТУУ — 1225287706. Население по переписи 2001 года составляло 49 человек .

## Географическое положение
Село Любое находится на расстоянии в 1 км от сёл Перше Травня и Вербовое.
По селу протекает пересыхающий ручей с запрудой.